# Chris Potter (attore)
Christopher Jay Potter (Toronto, 23 agosto 1960) è un attore canadese.
Ha recitato in numerose serie televisive, tra cui Kung Fu: la leggenda continua (1992), Due poliziotti a Palm Beach (1996-1999) e Queer as Folk (2000).
Per il cinema ha invece partecipato ai film Arachnid - Il predatore (1991) e Missione tata (2005).

## Biografia
Potter è il maggiore di tre figli, nato a Toronto in Canada; suo padre Ron è un ex giocatore di football, sua madre Judith è un'ex cantante. Potter è cresciuto a London in Canada.
Visti i suoi ottimi risultati negli sport negli anni del liceo, decide di intraprendere una carriera come atleta, ma suo padre glielo impedisce. Così, lascia gli studi, e forma un gruppo rock.
In seguito scopre la passione per la recitazione e diventa un attore di teatro professionista. Nel 1980 diventa doppiatore di vari spot televisivi e recita nella serie della CBS Material World, che segna il suo debutto nella televisione. Nel 2001 ottiene visibilità grazie al ruolo del dottor David Cameron nella serie televisiva Queer as Folk. Successivamente ottiene il ruolo di Peter Caine nella serie Kung Fu - La leggenda, ruolo che ricopre per tutte e quattro le stagioni, e recita in Due poliziotti a Palm Beach dove interpreta Tom Ryan nelle stagioni 6, 7 e 8. Nel 2005 partecipa al film Missione tata al fianco di Vin Diesel, per la regia di Adam Shankman.

## Filmografia

### Cinema
- Rocket's Red Glare, regia di Joseph Manduke (2000)
- The Shrink Is In, regia di Richard Benjamin (2001)
- Arachnid - Il predatore, regia di Jack Sholder (2001)
- Right Hook: A Tall Tail, regia di Peter Rowe - cortometraggio (2004)
- Missione tata (The Pacifier), regia di Adam Shankman (2005)
- Spymate, regia di Robert Vince (2006)

### Televisione
- La guerra dei mondi (War of the World) - serie TV, episodio 1x02 (1988)
- Poliziotto a quattro zampe (Katts and Dog) - serie TV, episodio 2x22 (1989)
- Knightwatch - serie TV, episodio 1x09 (1989)
- Street Legal - serie TV, episodio 4x08 (1989)
- Top Cops - serie TV, 6 episodi (1990-1992)
- Material World - serie TV, 25 episodi (1990-1992)
- The Hidden Room - serie TV, episodio 1x07 (1991)
- Kung Fu: la leggenda continua, regia di Jud Taylor - film TV (1992)
- Counterstrike - serie TV, episodio 2x15 (1992)
- Kung Fu: la leggenda continua (Kung Fu: The Legend Continues) - serie TV, 83 episodi (1993-1997)
- Colomba solitaria (Lonesome Dove: The Outlaw Years) - serie TV, episodio 1x07 (1995)
- Due poliziotti a Palm Beach (Silk Stalkings) - serie TV, 66 episodi (1996-1999)
- Il tocco di un angelo (Touched by an Angel) - serie TV, episodio 8x10 (1997)
- Oltre i limiti (The Outer Limits) - serie TV, episodio 5x19 (1999)
- Will & Grace - serie TV, episodio 2x16 (2000)
- The Big House, regia di Lesli Linka Glatter - film TV (2001)
- The Waiting Game, regia di Vic Sarin - film TV (2001)
- Final Jeopardy - Una vita in pericolo, regia di Nick Gomez - film TV (2001)
- Queer as Folk - serie TV, 19 episodi (2001)
- Astronauts, regia di Robert Harmon - film TV (2002)
- Open House, regia di Arvin Brown - film TV (2003)
- Andromeda - serie TV, episodio 3x14 (2003)
- Viaggio nel mondo che non c'è (A Wrinkle in Time), regia di John Kent Harrison - film TV (2003)
- Velocità estrema (Rush of fear), regia di Walter Klenhard - film TV (2003)
- Una nuova vita per Zoe (Wild Card) - serie TV, 36 episodi (2003-2005)
- Sex Traffic, regia di David Yates - film TV (2004)
- Law & Order - Unità vittime speciali (Law & Order: Special Victims Unit) - serie TV, episodi 5x25-7x15 (2004-2006)
- One Tree Hill - serie TV, episodio 2x19 (2005)
- Trump Unauthorized, regia di John David Coles - film TV (2005)
- Il profumo della paura (Thrill of the Kill), regia di Richard Roy - film TV (2006)
- Runaway - serie TV, episodi 1x01-1x03 (2006)
- Heartland - serie TV, 68 episodi (2007- in produzione)
- Superstorm - miniserie TV, episodi 1x01-1x02-1x03 (2007)
- Amarsi (The Young and the Restless) - serie TV, 12 episodi (2007)
- She Drives Me Crazy, regia di Eleanor Lindo - film TV (2007)
- Amore senza pietà (The Perfect Assistant), regia di Douglas Jackson - film TV (2008)
- The Good Witch, regia di Craig Pryce - film TV (2008)
- The Good Witch's Garden, regia di Craig Pryce - film TV (2009)
- The Stepson, regia di Anthony Lefresne - film TV (2010)
- The Good Witch's Gift, regia di Craig Pryce - film TV (2010)
- The Good Witch's Family, regia di Craig Pryce - film TV (2011)

### Doppiatore
- Insuperabili X-Men (X-Men) - animata, 41 episodi (1992-1996) – Gambit
- X-Men - videogame, voce di Gambit (1993)
- X-Men 2: Clone Wars - videogame, voce di Gambit (1995)
- Spider-Man: The Animated Series (Spider-Man) - serie animata, 2 episodi (1995) – Gambit
- X-Men '97 - serie animata (2024) – Cable

## Doppiatori italiani
Nelle versioni in italiano delle opere in cui ha recitato, Chris Potter è stato doppiato da:
- Antonio Palumbo in Missione tata
- Fabrizio Pucci in Queer as folk
- Francesco Prando in The Good Witch

Da doppiatore è sostituito da:
- Alberto Sette in Insuperabili X-Men